# Bastiano da Sangallo
Bastiano da Sangallo (1481 - 31 de maig de 1551), arquitecte, escenògraf i pintor italià.
Nebot dels germans Giuliano i Antonio da Sangallo el Vell, va ser protagonista del teatre renaixentista.
Com a pintor, va ser alumne de Pietro Perugino i en acabat Miquel Àngel, del qual va fer, segons Giorgio Vasari, una petita còpia dels cartrons de la Batalla de Cascina (1506).
Després d'haver exercit una primera activitat a Roma, es va traslladar a Florència, on el 1525 va preparar amb Andrea del Sarto la posada en escena de La Mandràgora de Nicolau Maquiavel. L'any següent va preparar, aquesta vegada en solitari, una altra obra de Maquiavel, La Clizia.
El 1536 se'n va fer càrrec del muntatge de l'Aridosia de Lorenzino de Mèdici.
El 1539 va construir un aparell teatral per festejar amb sumptuosos espectacles al pati del Palau Mèdici-Riccardi el matrimoni entre Cosme I de Mèdici i Elionor de Toledo.
L'activitat de Bastiano da Sangallo va ser una gran contribució, des del punt de vista de l'elaboració escenogràfica, al redescobriment renaixentista del teatre clàssic.
Va ser dit Aristòtil pel seu caràcter seriós i meditabund.